# 岡崎市立岩津中学校
岡崎市立岩津中学校（おかざきしりつ いわづちゅうがっこう）は、愛知県岡崎市東蔵前にある公立中学校。

## 概要
1947年（昭和22年）4月1日に開校した。
| 調査日       | 生徒数 | 通常学級 | 特別支援学級 | 出典  |
| ------------ | ------ | -------- | ------------ | ----- |
| 2013年4月8日 | 425人  | 12       | 2            | [ 2 ] |
| 2019年5月1日 | 351人  | 10       | 2            | [ 3 ] |
| 2020年5月1日 | 375人  | 11       | 2            | [ 4 ] |
| 2021年5月1日 | 404人  | 12       | 3            | [ 5 ] |
| 2022年5月1日 | 416人  | 12       | 3            | [ 6 ] |

## 学区
| 小学校名              | 町名 |
| --------------------- | --- |
| 恵田小学校 （全域）   | 恵田町、丹坂町、駒立町、真福寺町字落合、真福寺町字女ケ谷（通称ライクタウン花園）                                                                                                 |
| 岩津小学校 （全域）   | 岩津町、東蔵前町、東蔵前1丁目、東蔵前2丁目、西蔵前町、八ツ木町、西阿知和町、真福寺町（字落合・字女ケ谷のうち通称ライクタウン花園を除く。）、東阿知和町（字片坂・字松坂を除く。） |
| 大樹寺小学校 （一部） | 河原町、百々町、堂前町 |

## 沿革
- 1947年（昭和22年）4月1日 - 学校教育法施行により、額田郡岩津町立岩津中学校として開校。
- 1955年（昭和30年）2月1日 - 額田郡が岡崎市に合併されたことに伴い、岡崎市立岩津中学校と校名変更。
- 1988年（昭和63年）3月24日 - 北中学校へ別れる会開催。
- 2008年（平成20年）3月1日 - こども音楽コンクール中学校管弦楽の部　文部科学大臣奨励賞（全国1位）。
- 2012年（平成24年）7月20日 - ロンドン五輪出場・山本聖途選手（棒高跳び）壮行会を開く。

## 著名な出身者
- 山本聖途（陸上競技選手、モスクワ世界陸上男子棒高跳6位）[7]
- 新里亮（サッカー選手）[8]
- 天野健太郎（台湾文学翻訳家）
- 永谷亜矢子（実業家、立教大学経営学部 客員教授、東京ガールズコレクション初代プロデューサー）[9]
- 柴田紘一（岡崎市長）[10]
- 境宏樹（TikToker、科学者）[11]